# Antipozitivizam
U društvenim znanostima, antipozitivizam (poznat kao i interpretivizam, negativizam ili antinaturalizam) je teorijski stav koji predlaže da se društveno područje ne može proučavati metodama istraživanja koje se koriste u prirodnim znanostima, te da istraživanje društvenog područja zahtijeva drugačiju epistemologiju. Temeljno za tu antipozitivističku epistemologiju je uvjerenje da koncepti i jezik koji istraživači koriste u svojim istraživanjima oblikuju njihovu percepciju društvenog svijeta koji istražuju i definiraju.
Interpretivizam (antipozitivizam) razvio se među istraživačima nezadovoljnim postpozitivizmom, čije su teorije smatrali preopćenitim i neprikladnim za odražavanje nijansi i varijabilnosti pronađenih u ljudskoj interakciji. Budući da se vrijednosti i uvjerenja istraživača ne mogu u potpunosti ukloniti iz njihova istraživanja, interpretativisti vjeruju da istraživanje ljudskih bića od strane ljudskih bića ne može dati objektivne rezultate. Stoga, umjesto da traže objektivnu perspektivu, interpretativisti traže značenje u subjektivnim iskustvima pojedinaca uključenih u društvenu interakciju. Mnogi se interpretativni istraživači unose u društveni kontekst koji proučavaju, nastojeći razumjeti i formulirati teorije o zajednici ili skupini pojedinaca promatrajući ih iznutra. Interpretivizam je induktivna praksa pod utjecajem filozofskih okvira kao što su hermeneutika, fenomenologija i simbolički interakcionizam. Interpretativne metode koriste se u mnogim područjima društvenih znanosti, uključujući povijest, sociologiju, političke znanosti, antropologiju i drugima.

## Povijest
Počevši od Giambattiste Vica, u ranom 18. stoljeću, a kasnije od Montesquieua, proučavanje prirodne povijesti i ljudske povijesti bile su odvojena polja intelektualnog istraživanja. Prirodna povijest nije pod ljudskom kontrolom, dok je ljudska povijest ljudska kreacija. Kao takav, antipozitivizam je utemeljen na epistemološkoj distinkciji između prirodnog svijeta i društvenog svijeta. Prirodni svijet može se razumjeti samo po njegovim vanjskim karakteristikama, dok se društveno područje može razumjeti izvana i iznutra, te se stoga može spoznati.
Početkom 19. stoljeća intelektualci, predvođeni hegelijancima, doveli su u pitanje mogućnost empirijske društvene analize. Karl Marx umro je prije uspostave formalne društvene znanosti, ali je unatoč tome odbacio sociološki pozitivizam Augustea Comtea — unatoč njegovom pokušaju da uspostavi povijesnu materijalističku znanost o društvu.
Pojačani pozitivizam Émilea Durkheima poslužio je kao temelj moderne akademske sociologije i društvenih istraživanja, ali je ipak zadržao mnoge mehaničke elemente svog prethodnika. Hermeneutičari poput Wilhelma Diltheya detaljno su teoretizirali o razlici između prirodnih i društvenih znanosti (' Geisteswissenschaft '), dok su neokantovski filozofi poput Heinricha Rickerta tvrdili da je društveno područje, sa svojim apstraktnim značenjima i simbolizmom, nekonzistentno znanstvenim metodama analize. Edmund Husserl je u međuvremenu negirao pozitivizam kroz rubriku fenomenologije.
Na prijelazu u dvadeseto stoljeće, prvi val njemačkih sociologa formalno je uveo verstehende (interpretativni) sociološki antipozitivizam, predlažući da se istraživanje treba usredotočiti na ljudske kulturne norme, vrijednosti, simbole i društvene procese promatrane iz izrazito subjektivne perspektive. Kao antipozitivist, međutim, tražimo odnose koji nisu "ahistorični, nepromjenjivi ili generalizirajući" poput onih koje traže prirodni znanstvenici.
Interakcija između teorije (ili konstruiranih koncepata) i podataka uvijek je temeljna u društvenim znanostima i to je podvrgavanje razlikuje od fizičke znanosti. Durkheim je sam primijetio važnost konstruiranja koncepata u apstraktnosti (npr. " kolektivna svijest " i "društvena anomija") kako bi se oblikovale funkcionalne kategorije za eksperimentiranje. I Weber i Georg Simmel bili su pioniri verstehen (ili 'interpretativnog') pristupa društvenoj znanosti; sustavni proces u kojem se vanjski promatrač pokušava povezati s određenom kulturnom grupom, ili autohtonim narodom, prema vlastitim uvjetima i s vlastitog gledišta.
Osobito kroz Simmelov rad, sociologija je dobila mogući karakter izvan pozitivističkog prikupljanja podataka ili velikih, determinističkih sustava strukturalnog zakona. Relativno izoliran od sociološke akademije tijekom svog života, Simmel je predstavljao idiosinkratične analize modernosti koje više podsjećaju na fenomenološke i egzistencijalne pisce nego na Comtea ili Durkheima, obraćajući posebnu pažnju na oblike i mogućnosti za društvenu individualnost. Njegova se sociologija bavila neokantovskom kritikom granica ljudske percepcije.
Antipozitivizam stoga smatra da ne postoji metodološko jedinstvo znanosti: tri cilja pozitivizma - opis, kontrola i predviđanje - su nepotpuni, budući da im nedostaje razumijevanje. Znanost ima za cilj razumijevanje uzročnosti kako bi se mogla izvršiti kontrola. Kad bi to uspjelo u sociologiji, oni koji imaju znanje mogli bi kontrolirati neznalice, a to bi moglo dovesti do društvenog inženjeringa. 
Ova perspektiva je dovela do kontroverze oko toga kako se može povući crta između subjektivnog i objektivnog istraživanja, a još manje kako se može povući zamišljena crta između okoliša i ljudske organizacije, i utjecala je na proučavanje hermeneutike. Osnovni koncepti antipozitivizma proširili su se izvan okvira društvenih znanosti, fenomenologija ima iste osnovne principe u svojoj srži. Jednostavno rečeno, pozitivisti vide sociologiju kao znanost, dok antipozitivisti ne.

### Frankfurtska škola
Antipozitivistička tradicija nastavila se u uspostavljanju kritičke teorije, posebice u radu povezanom s Frankfurtskom školom društvenih istraživanja. Antipozitivizam bi dodatno bio olakšan odbacivanjem 'scijentizma'; ili znanost kao ideologija. Jürgen Habermas tvrdi, u svojoj O logici društvenih znanosti (1967.), da "pozitivistička teza o jedinstvenoj znanosti, koja asimilira sve znanosti prirodno-znanstvenom modelu, ne uspijeva zbog intimnog odnosa između društvenih znanosti i povijesti"., i činjenica da se temelje na razumijevanju značenja specifičnom za situaciju koje se može objasniti samo hermeneutički... pristup simbolički prestrukturiranoj stvarnosti ne može se dobiti samo promatranjem."
Sociolog Zygmunt Bauman ustvrdio je da je "naša urođena tendencija izražavanja moralne brige i poistovjećivanja sa željama Drugog u modernom vremenu gušena pozitivističkom znanošću i dogmatskom birokracijom. Ako se Drugi ne 'uklopi' u odobrene klasifikacije modernosti, podložan je nestanku.”